# Аина
Аина̀ (на френски: Aïna) е река, извираща от Камерун.
Служи за граница между Камерун и Габон.Освен това Аина е граница и между Габон и Република Конго.
Приток е на по-голямата Огоуе.
Местните пигмеи по реката са едни от малкото хора, които използват растението Strophanthus tholonii като съставка за отрова за стрели си.